# Pieve a Nievole
Pieve a Nievole è un comune italiano di 9 161 abitanti della provincia di Pistoia in Toscana.

## Geografia fisica
Il comune si trova nella parte centro-orientale della Valdinievole, congiungendo i centri di Montecatini Terme e Monsummano Terme, il comune è attraversato dal fiume Nievole e dal torrente Borra.
- Classificazione sismica: zona 3 (sismicità bassa), Ordinanza PCM 3274 del 20/03/2003
- Classificazione climatica: zona D, 1708 GG
- Diffusività atmosferica: media, Ibimet CNR 2002

## Origini del nome
L'etimologia del toponimo “Pieve a Nievole” risulta ancora oggi incerta. Se infatti il nome “Pieve” rimanda inevitabilmente all'esistenza di un'antica chiesa da secoli meta di pellegrinaggi, la derivazione dell'altra metà del toponimo “Nievole” è stata per lungo tempo oggetto di diverse speculazioni, che l'hanno collegata alle più svariate, e talvolta fantastiche, spiegazioni. Il vero significato di tale termine si perde nella notte dei tempi, o meglio nella foschia della nebbia (nebulae) che in passato aleggiava su tutta la vallata e in cui alcuni storici hanno voluto vedere la vera etimologia del nome “Nievole”.
La pieve di S. Pietro a Neure sorge su un preesistente pagus romano nelle vicinanze del tracciato dell'antica via Cassia Minor, che conduceva da Lucca a Firenze, e possiamo ipotizzare che essa sia stata la prima fonte battesimale della Valdinievole. A questa chiesa si riferisce, infatti, un documento del 21 maggio 700 e un altro ancora del 716, secondo i quali tale pieve esisteva già al tempo dei Longobardi e quindi risale a prima della loro occupazione della Valdinievole, avvenuta intorno al 570. Altri scritti del 1354 accennano ad una visita del cardinale di Lucca Berengario, alla “…plebs Sancti Petri ad Nebulam de Montecatino…”, l'attuale Pieve di San Pietro apostolo e Marco evangelista.
Se quindi l'origine della parola "pieve" risulta di chiara provenienza, ciò non è altrettanto vero per la parola "Nievole". Le teorie sono infatti controverse e contrastanti tra loro. Alcuni studiosi ne collegano l'origine al corso d'acqua che attraversa il territorio. Giuseppe Ansaldi afferma infatti che la cittadina “…prese il nome dal fiume che la determina a levante…”, avvalorando la tesi già esposta da Emanuele Repetti, secondo cui il termine neura o niure indica la “…fiumana che dà il suo nome ad una valle…”, vista la loro derivazione da radici greche (rew = scorrere), semitiche o accadiche (nahr o naru = corso d'acqua, fiume).
Molti documenti antichi riportano frequentemente la dicitura Vallis Nebulae, riferendosi a questa zona geografica. Ciò ha dato vita ad un'altra corrente di pensiero, secondo la quale il toponimo ha origine dalle condizioni climatiche dovute alla presenza di nebbia che si formava sopra l'acquitrino paludoso, soprattutto nella stagione invernale. Quest'ultima ipotesi è però in contrasto con uno studio relativamente recente, secondo il quale un toponimo non deriva di norma da una caratteristica fisico-meteorica non permanente ma piuttosto da elementi costanti presenti sul territorio, come ad esempio un corso d'acqua.

## Storia
Pieve a Nievole è un piccolo comune ricco di storia e famoso per il casolare di caccia della famiglia Medici (Casa Porciani) sorto in epoca rinascimentale e nel quale oggi trova sede il Palazzo Comunale.
Pieve a Nievole si costituì Comune il 29 giugno 1905, con la Legge n. 353, pubblicata sulla Gazzetta Ufficiale del Regno il 15 luglio successivo, dopo un lungo e faticoso processo culminato con l'acquisizione della propria autonomia dall'allora Comune di Montecatini Valdinievole (oggi Montecatini Alto), del quale rappresentava una frazione insieme a Bagni di Montecatini (oggi soppresso), ma soprattutto dopo il superamento di un notevole ostacolo legislativo, che proibiva la nascita di comuni aventi una popolazione inferiore a 4 000 abitanti.
Il borgo, da sempre oscurato dalle vicende dei più importanti castelli e centri limitrofi, si formò gradualmente attorno all'unica pieve esistente, sviluppandosi lungo un'importante via di comunicazione, la Cassia Minor. Il territorio fu comunque spesso teatro di battaglie tra Guelfi e Ghibellini; non a caso la tradizione vuole che il Sommo Poeta, aspettando di conoscere l'esito della battaglia tra le due opposte fazioni nei pressi del centro di Pieve a Nievole, in un luogo oggi detto “Il Ponte di Dante”, abbia risposto al soldato che gli domandò se mai avesse visto un certo Dante Alighieri: "C'era quando c'ero". Ancora oggi il ponte è presente in via dei Tanelli.
Il documento più antico che si riferisce a Pieve a Nievole è quello pubblicato da Lodovico Antonio Muratori e si riferisce ad una vertenza sorta fra il vescovo di Lucca e quello di Pistoia per questione di giurisdizione. Il documento è dell'anno 716 ed è ,fra le altre cose, il primo documento certo nel quale compaia la nozione di vescovo e diocesi di Pistoia.

## Monumenti e luoghi d'interesse
È presente un mezzobusto di Francesco Colzi nell'omonima piazzetta posto il 31 luglio 1904, oltre che tre memoriali ai martiri del Padule.

### Architetture religiose
- Cappella del Corpus Domini (1694-1706)
- Chiesa parrocchiale dei Santi Pietro apostolo e Marco evangelista (IV-V secc.)
- Compagnia di Sant'Antonio e SS. Crocifisso (1895)

### Architetture civili
- Casa Porciani (XV secolo)
- Villa Pitti-Amerighi (XVIII secolo)
- Villa Mimbelli (XIX secolo)
- Villa Brunetti (XIX secolo)
- Villa del Terzo (1647)
- Casotto Tonini o di Adriano (XVII-XVIII secc.)
- Ponticino di Dante (XIII-XIV secc.)

### Altro
- Spino di Giuda – albero secolare situato sul fosso Porto dei Masoni, guado della Borra che porta l'acqua al Canale Maestro (Usciana)
- Murales ispirato a Dante Alighieri – ideato da Mauro Pallotta di fronte allo svincolo per l'autostrada

## Cultura
Sulla rete, in Google Maps, è disponibile una mappa interattiva, pubblica, nella quale sono indicate tutta una serie di notizie e curiosità su Pieve a Nievole, la sua storia, l'architettura, l'ambiente, leggende e tradizioni e molte altre informazioni, piccole e grandi, utili anche per ricerche scolastiche.

## Società

### Evoluzione demografica
Abitanti censiti

### Etnie e minoranze straniere
Secondo i dati ISTAT al 31 dicembre 2009 la popolazione straniera residente era di 783 persone. Le nazionalità maggiormente rappresentate in base alla loro percentuale sul totale della popolazione residente erano:
- Romania 256 (2,63%)
- Albania 195 (2,00%)

## Infrastrutture e trasporti

### Strade
Il comune è servito dall'autostrada A11 la cui uscita di Pieve a Nievole serve anche Montecatini Terme.
L'abitato si estende lungo la strada regionale 435 Lucchese, svolgendosi in parte lungo la ex-Strada statale 436 Francesca, che proprio in corrispondenza di Pieve a Nievole si dirama. Tali arterie sono servite da autocorse CTT Nord.

### Ferrovie e tranvie
La stazione ferroviaria più vicina è situata a Montecatini Terme (a poche centinaia di metri dal confine comunale di Pieve), sulla ferrovia Viareggio-Pistoia-Firenze (principalmente Firenze-Lucca), dove fermano i treni del servizio regionale Trenitalia che ricade nell'ambito del contratto di servizio con la Regione Toscana.
Fino al 1938 la località era attraversata dalla tranvia Lucca-Monsummano, che svolgeva servizio passeggeri e merci.

## Amministrazione

Il gonfalone comunale

Di seguito è presentata una tabella relativa alle amministrazioni che si sono succedute in questo comune.
| Periodo        | Periodo        | Primo cittadino    | Partito                                                        | Carica  | Note  |
| -------------- | -------------- | ------------------ | -------------------------------------------------------------- | ------- | ----- |
| 12 giugno 1985 | 9 luglio 1990  | Antenore Mazzei    | Partito Comunista Italiano                                     | Sindaco | [ 6 ] |
| 9 luglio 1990  | 24 aprile 1995 | Riccardo Cardelli  | Partito Democratico della Sinistra, Partito Comunista Italiano | Sindaco | [ 6 ] |
| 24 aprile 1995 | 14 giugno 1999 | Riccardo Cardelli  | Partito Democratico della Sinistra                             | Sindaco | [ 6 ] |
| 14 giugno 1999 | 14 giugno 2004 | Salvatore Pomponio | centro-sinistra                                                | Sindaco | [ 6 ] |
| 14 giugno 2004 | 8 giugno 2009  | Massimo Alamanni   | centro-sinistra                                                | Sindaco | [ 6 ] |
| 8 giugno 2009  | 26 maggio 2014 | Massimo Alamanni   | lista civica                                                   | Sindaco | [ 6 ] |
| 26 maggio 2014 | in carica      | Gilda Diolaiuti    | lista civica: progressisti e democratici                       | Sindaco | [ 6 ] |